# アレクサンドロフI駅
アレクサンドロフI駅（ロシア語：Станция Александров I）はロシア連邦ヴラジーミル州アレクサンドロフにあるロシア鉄道の駅。シベリア鉄道本線（ヤロスラヴリ近郊鉄道）とモスクワ大環状線が交わる駅で、中長距離列車やエレクトリーチカ（近郊列車）が停車する。
当駅はモスクワ鉄道支社管轄であるが、当駅からシベリア鉄道のヤロスラヴリ方面は北部鉄道支社の管轄となり、当駅と117km駅の間がモスクワ鉄道支社と北部鉄道支社の境界となっている。
モスクワ大環状線は当駅でスイッチバックの配線となる。このような構造上、モスクワ大環状線のエレクトリーチカは当駅で系統が分断される。アレクサンドロフI - プジャニノヴォ間はシベリア鉄道と線路を共有する。

## 沿革
- 1870年 - 開業。
- 2016年6月 - 駅に改札口を設置。

## 駅構造
島式ホーム3面4線に単式ホーム1面が隣接する、合計4面4線を有する地上駅。駅舎は単式ホームに隣接する。単式ホームは幅が広く、その他の島式ホームは幅1メートルほどしか無い低床ホームである。

## 隣の駅
ロシア鉄道
シベリア鉄道（ヤロスラヴリ近郊鉄道）
001・002列車（ロシア号）、069・070列車、125・126列車、375・376列車
モスクワ・ヤロスラフスキー駅 - アレクサンドロフI駅 - ロストフ・ヤロスラフスキー駅
041・042列車（ヴォルクタ号）
モスクワ・ヤロスラフスキー駅 - アレクサンドロフI駅 - ヤロスラヴリ・グラーヴヌィ駅
107・108列車（ドゥネフノイ・エクスプレス）、115・116列車
セルギエフ・ポサト駅 - アレクサンドロフI駅 - ロストフ・ヤロスラフスキー駅
661・662列車
セルギエフ・ポサト駅 - アレクサンドロフI駅 - キプレヴォ駅
801・803列車
ストルニノ駅 - アレクサンドロフI駅
927・928列車（トゥリスティチェスキー・エクスプレス）
モスクワ・ヤロスラフスキー駅 - アレクサンドロフI駅 - ベリェンディエヴォ駅
エレクトリーチカ
ストルニノ駅 - アレクサンドロフI駅 - モシュニノ駅
モスクワ大環状線
エレクトリーチカ（ポヴァロヴォ方面）
アレクサンドロフI駅 - ストルニノ駅
エレクトリーチカ（クロフスカヤ方面）
アレクサンドロフI駅 - アレクサンドロフⅡ駅